# Nederlandse mijl
De Nederlandse mijl is een oude lengtemaat die afhankelijk van tijd en plaats verschillende lengtes had. In Nederland waren drie mijlen gangbaar: de Hollandse mijl, de geografische mijl (Latijn: miliare Germanicum) en (vanaf 1816) de metrieke mijl.
Hollandse mijlDe Hollandse mijl kwam overeen met 1 uur gaans, ongeveer 5 kilometer. De mijl werd ook wel gelijkgesteld met de Franse Lieue Marine van 5555 meter (drie zeemijlen, drie boogminuten) of met een afstand van 20.000 Amsterdamse of Rijnlandse voeten aangeduid (respectievelijk 5660 meter of 6280 meter).
Geografische mijl
De geografische mijl was een wijd verspreide lengtemaat. In de zeventiende eeuw drukte Snellius de omtrek van de Aarde uit in geografische mijlen: elke lengtegraad op de evenaar berekende hij op 15 geografische mijl.
Deze mijl bestond toen uit 1900 Rijnlandse roede oftewel 22.800 Rijnlandse voet. Dit komt overeen met ongeveer 7404 meter. Toen men later de omtrek nauwkeuriger berekende, hield men de verdeling van de graad in 15 mijl aan; daardoor werd de geografische mijl groter.
Nederlandse metriek stelselDe Nederlandse mijl was na de invoering van het Nederlands metriek stelsel in 1816 het synoniem van de kilometer, totdat deze in 1870 vervangen werden door de SI-naam.  De Gemeente Atlas van Nederland van J. Kuijper (1865-1870) gebruikte nog de term "Nederl. mijl" maar ook de termen "half uur gaans" of "kwart uur gaans".